# Mniophilosoma obscurum
Mniophilosoma obscurum es una especie de insecto coleóptero de la familia Chrysomelidae. Fue descrita científicamente en 1986 por Gillerfors.